# Océania

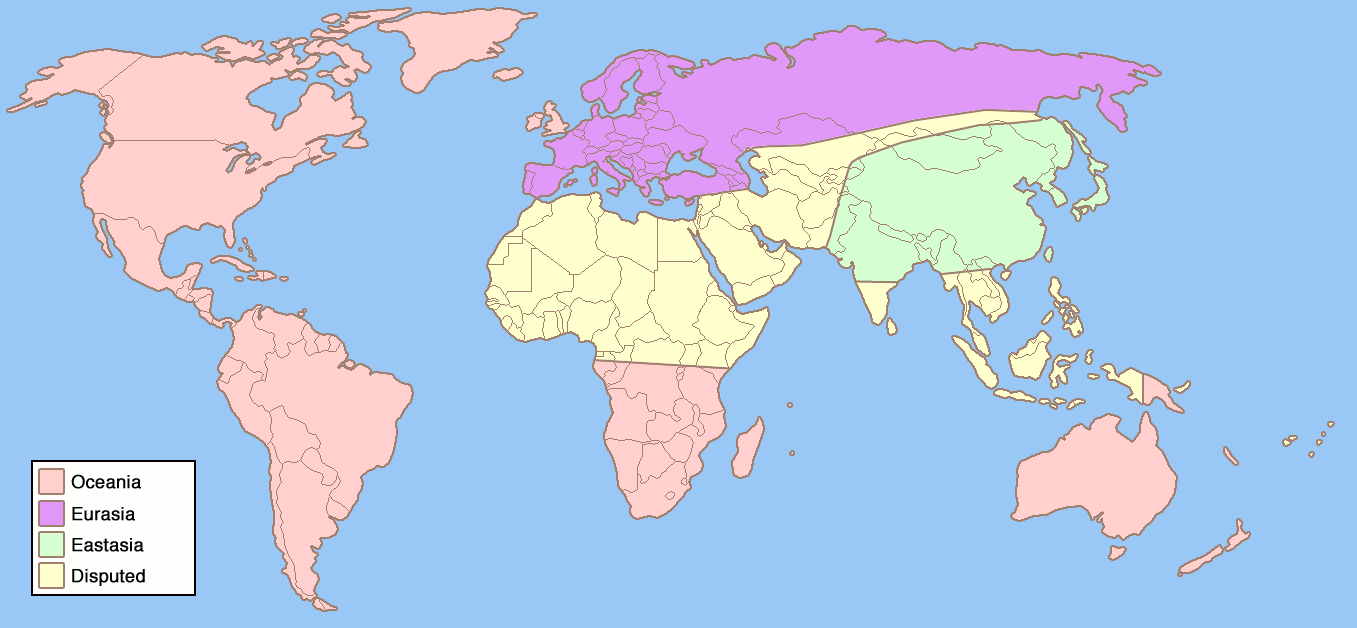
Le monde en 1984 selon George Orwell. Le territoire contrôlé par l'Océania est représenté en rose. Le territoire d'Eurasia est en mauve et celui d'Estasia en vert. Les territoires en jaune sont ceux qui sont revendiqués par les trois puissances.

Pour l’article homonyme, voir Oceania (album).
L'Océania est un pays fictif, présent dans le roman 1984 de George Orwell. Elle comprend l'Amérique du Nord, l'Amérique du Sud, l'Océanie, l'Afrique australe, les Îles Britanniques et l'Australie. Dans le roman, elle fait partie des trois régimes totalitaires qui se partagent le monde, les deux autres étant l'Eurasia et l'Estasia. L'Océania est dirigé par le parti de l'Angsoc, ou Socialisme Anglais.

## Influence
Son nom a été repris dans le jeu de simulation politique Simpolitique.